# 俺たちハタチ族 Part 1 〜ああ今日も空振り
「俺たちハタチ族 Part 1 〜ああ今日も空振り」（おれたちハタチぞくパート1　ああきょうもからぶり）は、日本のバンド・フラワーカンパニーズの2枚目のシングル。

## 解説
- 「俺たちハタチ族」シリーズ第1弾。
- 当時のシングル形態としては珍しいマキシシングルで発売された。

## 収録曲
全作詞：鈴木けいすけ　全編曲：フラワーカンパニーズ
1. ああ今日も空振り (3:37)
作曲：グレートマエカワ・鈴木けいすけ
2. せんちめんたるお月さん (3:51)
作曲：グレートマエカワ・竹安堅一

## 収録アルバム
- 俺たちハタチ族（#1） アルバムバージョンで収録。
- Singles & More 〜Antinos Years（#1）
- 俺たちハタチ族＋9（#1, #2）